# Нощем в градината на доброто и злото
„Нощем в градината на доброто и злото“ (на английски: Midnight in the Garden of Good and Evil) е американски мистериозен трилър от 1997 г., режисиран и продуциран от Клинт Истууд, в който участват Кевин Спейси и Джон Кюсак. Сценарият на Джон Лий Ханкок е адаптация на едноименния роман от 1994 г., написан от Джон Берендт.